# Alessandria Unione Sportiva 1970-1971
Questa voce raccoglie i dati riguardanti l'Alessandria Unione Sportiva nelle competizioni ufficiali della stagione 1970-1971.

## Stagione
Nella stagione 1970-1971 l'Alessandria Unione Sportiva disputò il settimo campionato di Serie C della sua storia.

## Organigramma societario
Area direttiva
- Commissario straordinario: Remo Sacco
- Vicecommissari: Rinaldo Borasio e Tito Testa

Area organizzativa
- Segretario: Piero Zorzoli
- Collaboratori: Innocenzo Barberis, Ugo Boccassi, Lino Boidi, Emilio Cassinelli, Lino Garavelli, Anselmo Giorcelli e Marcello Marcellini

Area tecnica
- Direttore tecnico: Gino Armano
- Allenatore: Sergio Manente

Area sanitaria
- Medico sociale: Luigi Mazza
- Massaggiatore: Felice Canevari

## Rosa
| N. |                   | Ruolo | Calciatore         |
| -- | ----------------- | ----- | ------------------ |
|    | Italia (bandiera) | P     | Piero Binelli      |
|    | Italia (bandiera) | P     | Andrea Chini       |
|    | Italia (bandiera) | P     | Santino Ciceri     |
|    | Italia (bandiera) | D     | Massimo Berta      |
|    | Italia (bandiera) | D     | Antonio Colombo    |
|    | Italia (bandiera) | D     | Sergio De Luca     |
|    | Italia (bandiera) | D     | Giuseppe Fusi      |
|    | Italia (bandiera) | D     | Ezio Paparelli     |
|    | Italia (bandiera) | C     | Claudio Di Pucchio |

| N. |                   | Ruolo | Calciatore                  |
| -- | ----------------- | ----- | --------------------------- |
|    | Italia (bandiera) | C     | Giuseppe Lorenzetti         |
|    | Italia (bandiera) | C     | Pierluigi Magri             |
|    | Italia (bandiera) | C     | Paolo Paesanti              |
|    | Italia (bandiera) | C     | Vincenzo Proietti Farinelli |
|    | Italia (bandiera) | C     | Paolo Zanfagnin             |
|    | Italia (bandiera) | A     | Bruno Mantellato            |
|    | Italia (bandiera) | A     | Cleto Principe              |
|    | Italia (bandiera) | A     | Gianni Sassaroli            |
|    | Italia (bandiera) | A     | Franco Vanzini              |

## Risultati

### Serie C

#### Girone di andata
| Arbitro: | Tabanelli (Ravenna) |

|                                                                |           |                      |
| Sassaroli 43’ (rig.) Mantellato 47’ Di Pucchio 50’ Vanzini 60’ | Marcatori | 65’ Millone 68’ Aldi |

| Lecco 20 settembre 1970 | Lecco              | 0 – 0 | Alessandria | Stadio Mario Rigamonti\| Arbitro: \| Clerico (Chiavari) \| |
| Arbitro:                | Clerico (Chiavari) |       |             |                                                            |

| Arbitro: | Grassi (Savona) |

|                                |           |             |
| Sassaroli 21’ Vanzini 32’, 51’ | Marcatori | 83’ Zanolla |

| Arbitro: | Lupi (Genova) |

|          |           |                            |
| Rizzi 5’ | Marcatori | 81’ Vanzini 87’ Lorenzetti |

| Arbitro: | Fuschi (Pescara) |

|                |           |  |
| Lorenzetti 41’ | Marcatori |  |

| Arbitro: | Frasso (Capua) |

|  |           |                           |
|  | Marcatori | 51’ Vanzini 86’ Sassaroli |

| Alessandria 25 ottobre 1970 | Alessandria      | 0 – 0 | Derthona | Stadio Giuseppe Moccagatta\| Arbitro: \| Crista (Livorno) \| |
| Arbitro:                    | Crista (Livorno) |       |          |                                                              |

| Arbitro: | Levrero (Genova) |

|  |           |              |
|  | Marcatori | 5’ Sassaroli |

| Arbitro: | Vannucchi (Bologna) |

|               |           |  |
| Sassaroli 29’ | Marcatori |  |

| Arbitro: | Bianchi (Firenze) |

|  |           |                      |
|  | Marcatori | 49’ (rig.) Sassaroli |

| Arbitro: | Cantelli (Firenze) |

|                      |           |              |
| Sassaroli 22’ (rig.) | Marcatori | 90’ Spagnolo |

| Arbitro: | Ambrosio (Napoli) |

|                                               |           |  |
| Proietti Farinelli 63’ Taglioretti 87’ (aut.) | Marcatori |  |

| Arbitro: | Reggiani (Bologna) |

|                          |           |  |
| Scali 62’ Pellegrini 67’ | Marcatori |  |

| Arbitro: | Tabanelli (Ravenna) |

|                |           |  |
| Lorenzetti 22’ | Marcatori |  |

| Arbitro: | Menegali (Roma) |

|                             |           |             |
| Lorenzetti 68’ Paesanti 72’ | Marcatori | 18’ Filippi |

| Verbania 10 gennaio 1971 | Verbania         | 0 – 0 | Alessandria | Stadio dei Pini\| Arbitro: \| Ciacci (Firenze) \| |
| Arbitro:                 | Ciacci (Firenze) |       |             |                                                   |

| Alessandria 17 gennaio 1971 | Alessandria   | 0 – 0 | Venezia | Stadio Giuseppe Moccagatta\| Arbitro: \| Lupi (Genova) \| |
| Arbitro:                    | Lupi (Genova) |       |         |                                                           |

| Piacenza 20 gennaio 1971 | Piacenza         | 0 – 0 | Alessandria | Stadio Galleana\| Arbitro: \| Lenardon (Siena) \| |
| Arbitro:                 | Lenardon (Siena) |       |             |                                                   |

| Arbitro: | Vannucchi (Bologna) |

|              |           |  |
| Fregonese 8’ | Marcatori |  |

#### Girone di ritorno
| Rovereto 31 gennaio 1971 | Rovereto             | 0 – 0 | Alessandria | Stadio Quercia\| Arbitro: \| Busalacchi (Palermo) \| |
| Arbitro:                 | Busalacchi (Palermo) |       |             |                                                      |

| Arbitro: | Monforte (Palermo) |

|                                                  |           |                                    |
| Lorenzetti 19’ Sassaroli 68’ (rig.) Paesanti 78’ | Marcatori | 18’ Mantovani 30’ Gritti 38’ Magri |

| Arbitro: | Sgherri (Grosseto) |

|  |           |                                               |
|  | Marcatori | 29’, 88’ (rig.) Sassaroli 65’, 69’ Mantellato |

| Arbitro: | Lattanzi (Roma) |

|                             |           |  |
| Lorenzetti 12’ Paesanti 24’ | Marcatori |  |

| Arbitro: | Frasso (Capua) |

|  |           |              |
|  | Marcatori | 83’ Paesanti |

| Alessandria 7 marzo 1971 | Alessandria         | 0 – 0 | Legnano | Stadio Giuseppe Moccagatta\| Arbitro: \| Tabanelli (Ravenna) \| |
| Arbitro:                 | Tabanelli (Ravenna) |       |         |                                                                 |

| Tortona 14 marzo 1971 | Derthona    | 0 – 0 | Alessandria | Stadio Fausto Coppi\| Arbitro: \| Calì (Roma) \| |
| Arbitro:              | Calì (Roma) |       |             |                                                  |

| Arbitro: | Marino (Taranto) |

|                            |           |  |
| Vanzini 35’ Lorenzetti 47’ | Marcatori |  |

| Arbitro: | Clerico (Chiavari) |

|             |           |                              |
| Ferrari 84’ | Marcatori | 71’ Lorenzetti 83’ Sassaroli |

| Alessandria 11 aprile 1971 | Alessandria       | 0 – 0 | Udinese | Stadio Giuseppe Moccagatta\| Arbitro: \| Barboni (Firenze) \| |
| Arbitro:                   | Barboni (Firenze) |       |         |                                                               |

| Reggio Emilia 18 aprile 1971 | Reggiana         | 0 – 0 | Alessandria | Stadio Mirabello\| Arbitro: \| Ciacci (Firenze) \| |
| Arbitro:                     | Ciacci (Firenze) |       |             |                                                    |

| Arbitro: | Moretto (San Donà di Piave) |

|             |           |                        |
| Panucci 65’ | Marcatori | 60’ Proietti Farinelli |

| Arbitro: | Lenardon (Siena) |

|                               |           |  |
| Proietti Farinelli 76’ (rig.) | Marcatori |  |

| Arbitro: | Scolari (Verona) |

|             |           |             |
| Centazzo 4’ | Marcatori | 84’ Vanzini |

| Arbitro: | R. Lattanzi (Roma) |

|                                                     |           |                   |
| Sassaroli 40’ Proietti Farinelli 48’ Lorenzetti 80’ | Marcatori | 30’ (rig.) Stevan |

| Arbitro: | Monforte (Palermo) |

|               |           |  |
| Fraschini 75’ | Marcatori |  |

| Arbitro: | Lazzaroni (Milano) |

|                      |           |  |
| Sassaroli 60’ (rig.) | Marcatori |  |

| Arbitro: | Frasso (Capua) |

|                    |           |  |
| Colombo 28’ (aut.) | Marcatori |  |

| Arbitro: | Martinelli (Catanzaro) |

|               |           |                       |
| Sassaroli 80’ | Marcatori | 7’ Tumiati 21’ Truant |

## Statistiche

### Statistiche di squadra
| Competizione | Punti | In casa | In casa | In casa | In casa | In casa | In casa | In trasferta | In trasferta | In trasferta | In trasferta | In trasferta | In trasferta | Totale | Totale | Totale | Totale | Totale | Totale | DR  |
| Competizione | Punti | G       | V       | N       | P       | Gf      | Gs      | G            | V            | N            | P            | Gf           | Gs           | G      | V      | N      | P      | Gf     | Gs     | DR  |
| ------------ | ----- | ------- | ------- | ------- | ------- | ------- | ------- | ------------ | ------------ | ------------ | ------------ | ------------ | ------------ | ------ | ------ | ------ | ------ | ------ | ------ | --- |
| Serie C      | 52    | 19      | 12      | 6       | 1       | 28      | 11      | 19           | 7            | 8            | 4            | 15           | 9            | 38     | 19     | 14     | 5      | 43     | 20     | +23 |

### Statistiche dei giocatori
| Giocatore             | Serie C  | Serie C |
| Giocatore             | Presenze | Reti    |
| --------------------- | -------- | ------- |
| M. Berta              | 35       | 0       |
| P. Binelli            | 4        | -4      |
| A. Chini              | 4        | -4      |
| S. Ciceri             | 31       | -12     |
| A. Colombo            | 35       | 0       |
| S. De Luca            | 34       | 0       |
| C. Di Pucchio         | 34       | 1       |
| G. Fusi               | 24       | 0       |
| G. Lorenzetti         | 37       | 9       |
| Magri                 | 34       | 0       |
| B. Mantellato         | 30       | 3       |
| P. Paesanti           | 18       | 4       |
| E. Paparelli          | 20       | 0       |
| C. Principe           | 3        | 0       |
| V. Proietti Farinelli | 20       | 4       |
| G. Sassaroli          | 36       | 14      |
| F. Vanzini            | 31       | 7       |